# Хадаан
Хадаан — дочь Сорган-Ширы, одного из нукеров Чингисхана.

## Биография
Отцом Хадаан был Сорган-Шира, батрак из рода сулдус, подчинённого крупному племени тайджиутов. Когда будущий Чингисхан — молодой нойон Тэмуджин, попав к тайджиутам в плен и сумев бежать оттуда, спрятался от преследователей в заводи Онона, проходивший мимо Сорган-Шира заметил беглеца, но успокоил, пообещав не выдавать. По окончании погони Тэмуджин, надеясь на дальнейшую помощь, пришёл в юрту Сорган-Ширы; последнему это очень не понравилась, и он собрался было выгнать Тэмуджина, но за того вступились сыновья батрака, Чилаун и Чимбай. Юноши сняли с Тэмуджина колодку, в которую тот был закован, а его самого спрятали в возке с овечьей шерстью, поручив Хадаан присматривать за беглецом. Тэмуджин прятался у Сорган-Ширы и его семьи, пока не появилась возможность ускакать домой.
Около 1200—1201 года Тэмуджин, к тому времени уже ставший ханом, выступил против тайджиутов. После кровопролитного сражения тайджиутское войско, оставив многих своих людей, разбежалось, и Тэмуджин приказал устроить за беглецами погоню. Во время неё Тэмуджин случайно заметил женщину, стоявшую вдалеке и со слезами звавшую его. Узнав в этой женщине повзрослевшую Хадаан и выяснив, что её муж был схвачен монгольскими воинами, Тэмуджин поскакал на помощь, но опоздал: мужа Хадаан убили (более поздние летописи, однако, излагают иную версию случившегося, где Тэмуджин пришёл вовремя и сумел предотвратить расправу). Остановившись в бывшем стойбище тайджиутов на ночлег, Тэмуджин пригласил к себе Хадаан и «призрел её», то есть возможно сделал своей наложницей. Несколько позже к Тэмуджину пришёл отец Хадаан Сорган-Шира, и тот принял его к себе на службу.

## В культуре
Хадаан, её отец, муж и братья стали персонажами романа И. К. Калашникова «Жестокий век» (1978), а также трилогии Н. А. Лугинова «По велению Чингисхана».
Чингисхан(2004)